# Daša Drndić
Daša Drndić (Zagabria, 10 agosto 1946 – Fiume, 5 giugno 2018) è stata una scrittrice croata.
Ha studiato lingua e letteratura inglese all'Università di Belgrado

## Biografia
Drndić ha ottenuto un Master universitario alla Southern Illinois University negli Stati Uniti in teatro e comunicazioni. La frequenza è stata resa possibile dal Programma Fulbright. All'Università degli Studi di Fiume ha ottenuto il dottorato, ha quindi insegnato in Canada e negli Stati Uniti per tornare poi nuovamente a Fiume. 
Ha lavorato per molti anni come editrice e drammaturga alla Radio Televizija Beograd scrivendo numerosi spettacoli radiofonici ed ha iniziato a pubblicare i suoi libri nel 1982, quando ancora esisteva la Jugoslavia.

## Affermazione come scrittrice

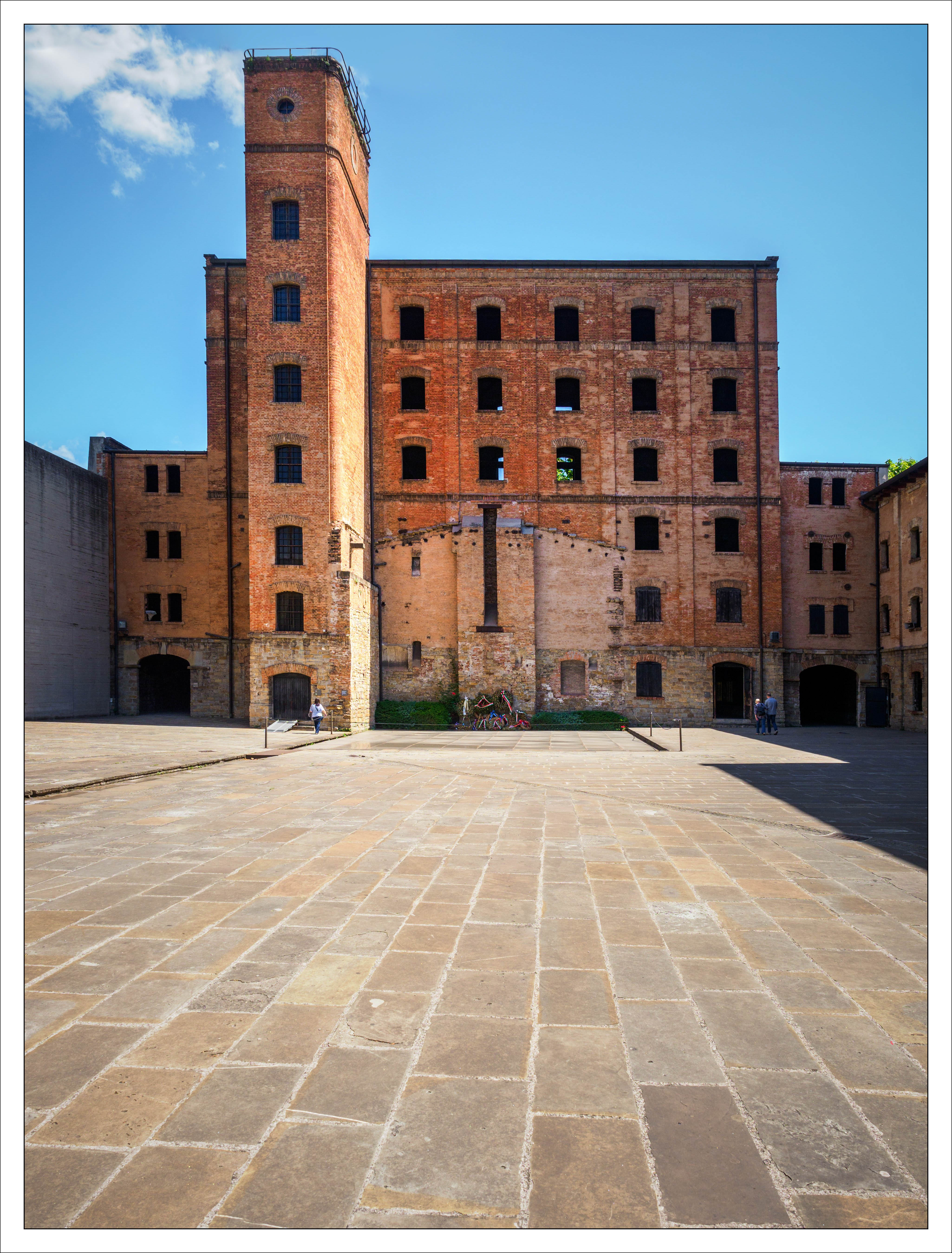
Immagine del cortile della Risiera di San Sabba nel 2017.

Nel 1982 ha esordito pubblicando Put do subote (inglese: The Way to Saturday) seguito da Kamen s neba (inglese: The Stone from Heaven), Mary Częstochowska continua ad annegare o Morire a Toronto, Canzone di guerra, Totenwande, Doppelgänger (italiano: Il doppio), Leica format, After Eight, Manoscritto femminista o parabola politica, Sonnenschein (in italiano: Trieste), April u Berlinu, Belladonna ed infine EEG nel 2016.
Sonnenschein è stato tradotto in più di dieci lingue. Nel romanzo Drndić affronta il tema della persecuzione razziale e in 43 pagine riporta i nomi di 9.000 ebrei che furono deportati o uccisi in Italia e in altri paesi occupati tra il 1943 e il 1945. Di queste, quasi due pagine intere sono composte da persone che portano il cognome Levi. Nel testo ricorda anche la Risiera di San Sabba, il lager nazista della città di Trieste.
Belladonna è stato tradotto in inglese da Celia Hawkesworth ed ha ricevuto nel 2018 il riconoscimento postumo al Warwick Prize per Women in Translation. Le tematiche affrontate in modo frammentato e tipico di Daša Drndić, quasi immagini fotografiche senza apparente legame cronologico, sono la malattia che tocca i protagonisti e la società, la necessità della memoria, le atrocità commesse durante l'occupazione della Croazia da parte delle truppe naziste tra il 1941 ed il 1945.

## Morte
È morta il 5 giugno 2018 a Fiume all'età di 71 anni. Da due anni combatteva una sua battaglia contro il cancro.

## Lavori
- Canzone di guerra: Nove davorije, Zagreb, Meandar, 1998, ISBN 9789536181926, SBN RMB0793316.
- (CR) After Eight: knjizevni ogledi, Zagreb, Meandar, 2005, ISBN 953206169X, SBN TSA0798281.
- (CR) April u Berlinu, Zagreb, Fraktura, 2009, ISBN 9789532660951, SBN TSA1295278.
- Trieste: un romanzo documentario, traduzione di Ljiljana Avirović, Milano, Bompiani, 2016, ISBN 978-88-452-8132-7, SBN MIL0906460.
- (EN) Leica format, traduzione di Celia Hawkesworth, Londra, MacLehose Press, 2017, OCLC 946161075.
- Il doppio, traduzione di Barbara Ivančić, Sestri Levante, Oltre, 2017, OCLC 1045959639.
- (EN) Belladonna, traduzione di Celia Hawkesworth, New York, New Directions Publishing Corporation, 2017, OCLC 1007705943.